# Lubutana perplexa
Lubutana perplexa là một loài ruồi trong họ Tachinidae.